# Thermodynamisch systeem
Een thermodynamisch systeem is een systeem in de thermodynamica, en het onderwerp van studie in de thermodynamica. De thermodynamica of warmteleer is een tak van de natuurkunde, die het gedrag van systemen onderzoekt wat betreft warmte, energie, druk en de uitwisseling van warmte met de omgeving.

## Soorten systemen
De thermodynamica maakt onderscheid tussen verschillende typen systemen:
- Een open systeem : deze kan materie en energie met zijn omgeving uitwisselen. Zo is een mens een open systeem: die wisselt materie uit met de omgeving (door eten en drinken, ademen, transpiratie, urine en uitwerpselen) en ook warmte (voornamelijk via de huid). Ook de zon is een open systeem: die straalt energie uit en verliest veel deeltjes via de zonnewind. Wie een open systeem bestudeert, moet dus rekening houden met de invloeden van de omgeving – zowel de warmte-uitwisseling als het transport van stoffen.
- Een gesloten systeem : deze kan geen materie maar wel warmte met zijn omgeving uitwisselen. Een voorbeeld van een gesloten systeem is de inhoud van een ei dat gekookt wordt. De schaal voorkomt dat er stoffen in of uit gaan, maar er komt veel warmte naar binnen, die zorgt voor de chemische processen die het ei van binnen hard maken. Ook de aarde is (bij benadering) een gesloten systeem: op inkomende meteoren en uitgaande ruimtesondes na blijft de hoeveelheid materie gelijk, maar de zonnestraling laat de energie toenemen en de warmtestraling van de aarde laat haar afnemen. Bij bestudering van een gesloten systeem hebben we een constante hoeveelheid materie, maar we moeten rekening houden met (het verschil met) de omgevingstemperatuur en het warmtetransport dat daarvan komt.
- Een geïsoleerd systeem : deze is geheel afgesloten van de omgeving: er kan geen materie of warmte in of uit. De inhoud van een dichte thermoskan is een (vrijwel) geïsoleerd systeem. Ook het heelal wordt door de meeste sterrenkundigen als een geïsoleerd systeem beschouwd: daar kan niets in of uit omdat erbuiten nu eenmaal niets is.

Een geïsoleerd systeem wordt soms eveneens aangeduid met de term gesloten systeem.

## Systemen en de hoofdwetten
Bij het bestuderen van de natuur is het belangrijk in de gaten te houden over wat voor een systeem men het heeft. Sommige natuurwetten zijn geldig voor een geïsoleerd systeem, en niet noodzakelijk voor andere systemen:
- De Wet van behoud van energie (ook de Eerste hoofdwet van de thermodynamica genoemd) geldt voor geïsoleerde systemen. Bij een open of gesloten systeem moet dus goed worden bijgehouden hoeveel energie er in en uit gaat. In zo'n geval kan men er ook voor kiezen een groter totaalsysteem te beschouwen dat wel geïsoleerd is. Zo raakt een zaklantaarn de energie van zijn batterijen kwijt, maar als we die zaklantaarn in een thermoskan op zouden sluiten, dan zouden we merken dat hij na het leeglopen van de batterijen flink opgewarmd is: in het totale, geïsoleerde systeem is de energie gelijk gebleven.
- De Tweede hoofdwet van de thermodynamica geldt voor geïsoleerde systemen. De entropie ('interne wanorde') van een geïsoleerd systeem kan niet afnemen. Voor een gesloten systeem geldt dit niet: de koelruimte van een ijskast kan afkoelen en daarmee in entropie afnemen, maar dan moet ergens in de omgeving de entropie navenant toenemen. Dat gebeurt doordat de ijskast aan de achterkant een rooster heeft dat veel warmte aan de omgeving afgeeft, waardoor de entropie in de omgeving nog meer toeneemt dan ze in de koelruimte afneemt.
- De Wet van behoud van impuls en de Wet van behoud van impulsmoment gelden voor geïsoleerde systemen. Als er andere materie bij het systeem komt, kan de opgetelde impuls(moment) veranderen. Ook als er van buiten energie wordt toegevoegd – bijvoorbeeld als het systeem wordt beïnvloed door de zwaartekracht – kan de impuls veranderen, maar zolang dat niet gebeurt, blijft de impuls behouden.